# Cleora submarmoraria
Cleora submarmoraria là một loài bướm đêm trong họ Geometridae.